# Matthias Behr

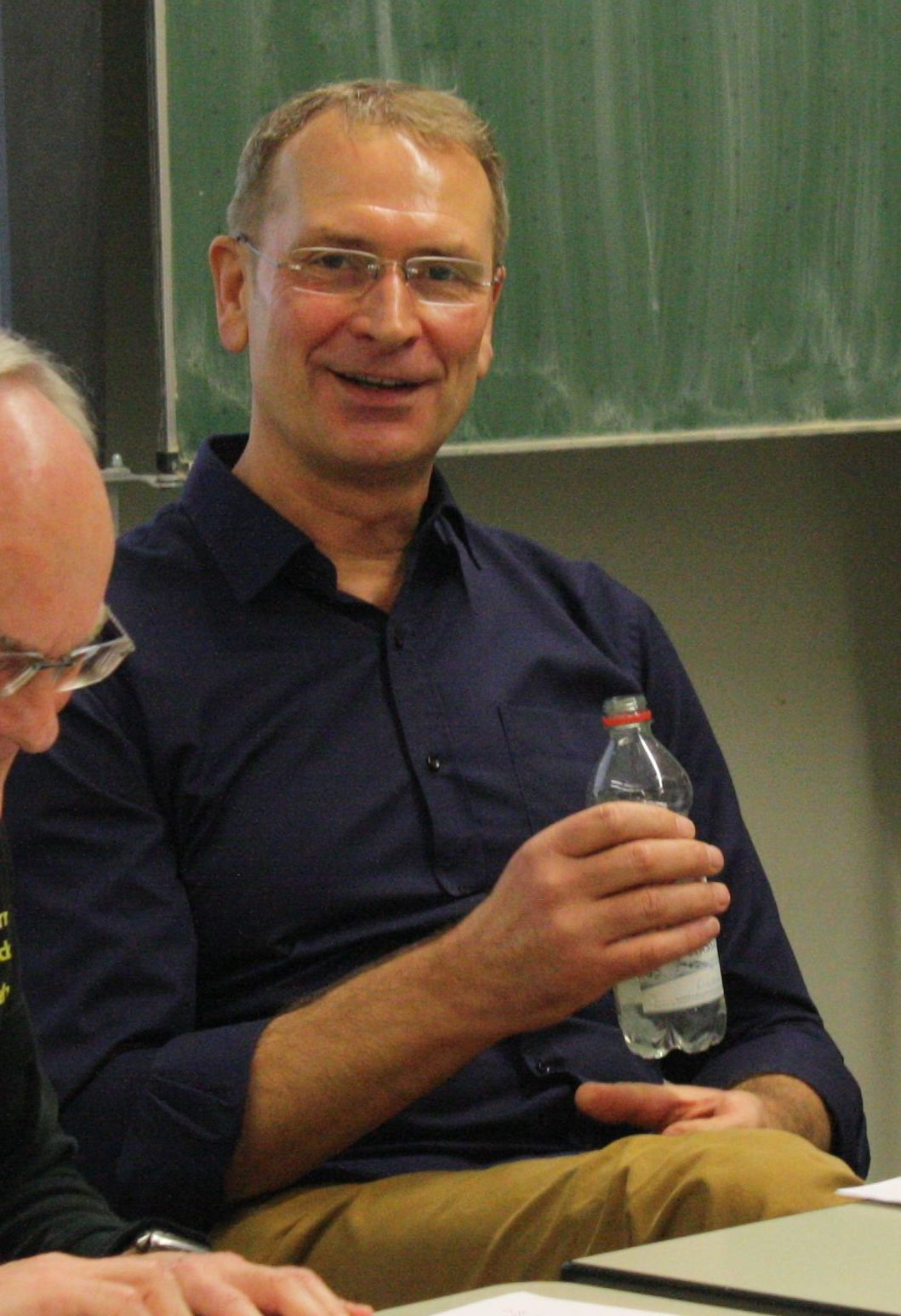
Matthias Behr (2016)

Matthias Behr, född den 1 april 1955 i Tauberbischofsheim, Tyskland, är en tysk fäktare som bland annat tog OS-silver i herrarnas lagtävling i florett i samband med de olympiska fäktningstävlingarna 1988 i Seoul.